# Kanzel Fronsac (Gironde)

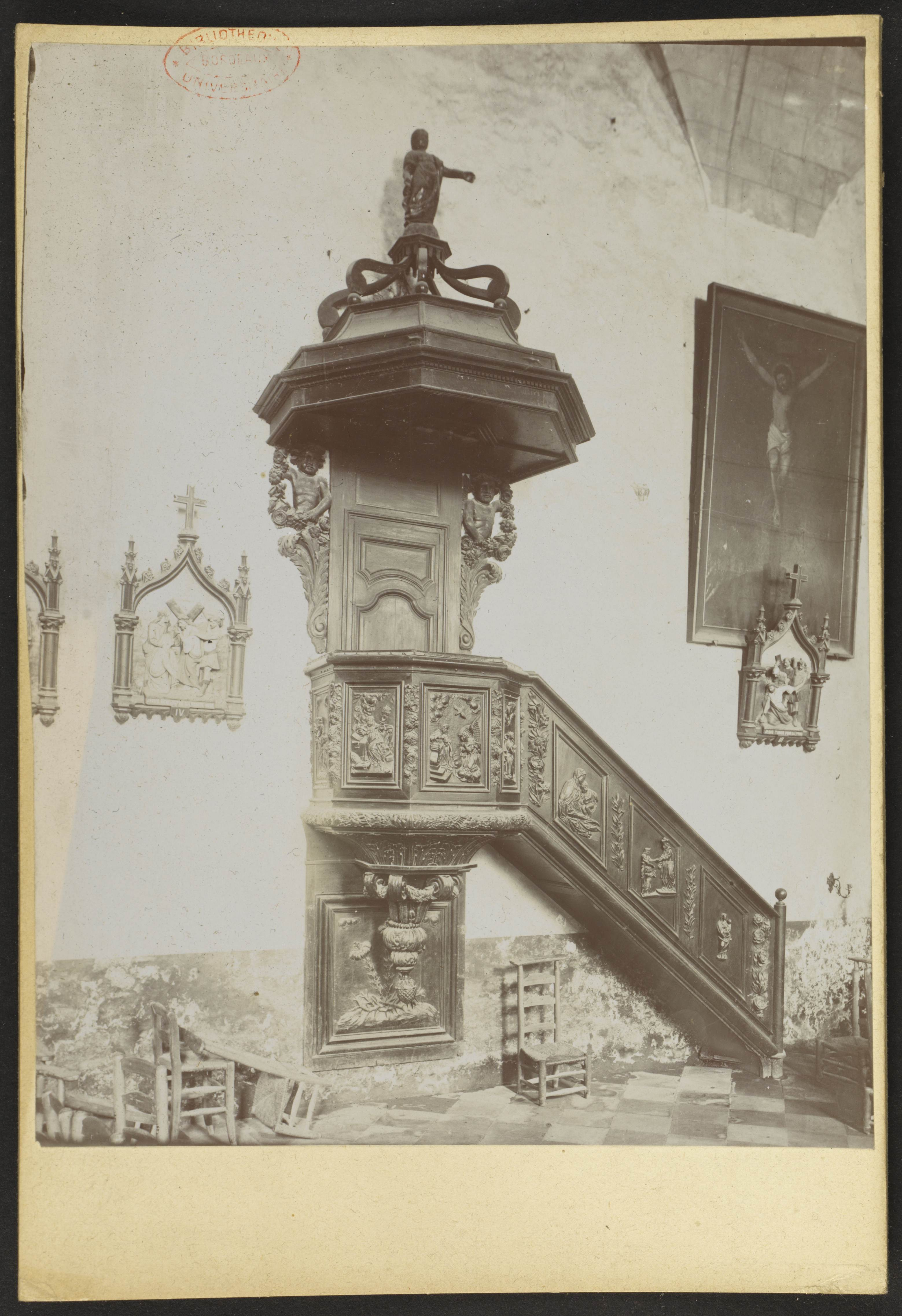
Kanzel in Fronsac (Foto von Jean-Auguste Brutails, um 1900)

Die Kanzel in der Kirche St-Martin in Fronsac, einer französischen Gemeinde im Département Gironde der Region Nouvelle-Aquitaine, wurde im 18. Jahrhundert geschaffen. Im Jahr 2004 wurde die barocke Kanzel aus Holz als Monument historique in die Liste der denkmalgeschützten Objekte (Base Palissy) in Frankreich aufgenommen.
Die Kanzel an der linken Seite des Kirchenschiffs befand sich ursprünglich in der Kirche St-Jean von Libourne und wurde 1840 nach Fronsac gebracht. Der Schalldeckel wird von der Skulptur eines Heiligen bekrönt. 
Der Kanzelkorb und die Treppe sind reich mit Schnitzereien geschmückt.